# Église de l'Archiconfrérie de Santa Maria del Soccorso all'Arenella

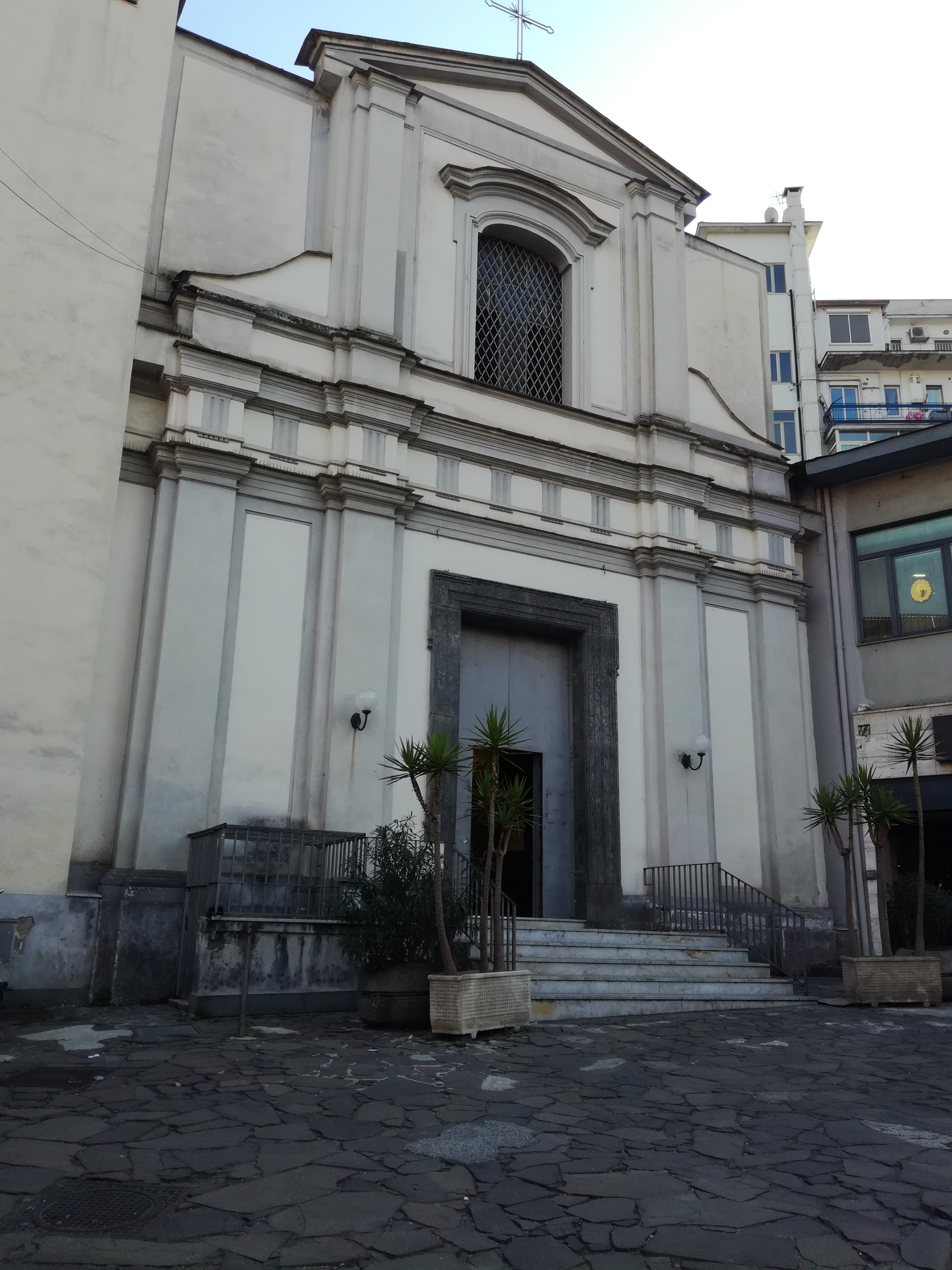
Façade de l'église.

L'église de l'archiconfrérie de Santa Maria del Soccorso est une église de Naples située dans le quartier populaire de l'Arenella, piazzetta Giacinto Gigante, 38. Elle est dédiée à la Bienheureuse Vierge Marie du Secours (Succurre Miseris), dont le culte a été institué à Palerme en 1306, après une apparition de la Vierge au prêtre augustin Nicola La Bruna. L'église a été érigée en 1704. Elle ne doit être confondue ni avec l'église Santa Maria del Soccorso all'Arenella (bâtie en 1607 et située à proximité), ni avec l'église Santa Maria Succurre Miseris ai Vergini, située dans un autre quartier de Naples.

## Description
L'église a été entièrement restaurée en 2010.
La façade très simple annonce l'esprit néoclassique. L'intérieur présente une longue nef unique avec deux chapelles de côté formant un léger transept et une voûte en berceau. Celle-ci est décorée de fresques: des tableaux représentant l'histoire de la Vierge au plafond et de saints sur les côtés. Les murs sont décorés de médaillons de stuc et de pilastres corinthiens. Au-dessus de l'intéressant maître-autel de marbres polychromes, fermé par une petite balustrade, se dresse dans une niche une statue de la Madone du Secours, vêtue d'étoffes précieuses, portant l'Enfant Jésus, tous les deux couronnés.
L'Institut du Christ Roi Souverain Prêtre a obtenu du cardinal Sepe, archevêque de Naples, la permission d'y célébrer chaque dimanche à 18 heures une messe selon le rite extraordinaire, ou rite tridentin, en vertu de l'application du motu proprio Summorum pontificum.